# خطمي سوري
الخطمي السوري أو خطمية شجرية أو خطمية (الاسم العلمي:Hibiscus syriacus) نوع نباتي شجيري يتبع جنس الخطمي. موطنه آسيا، يزرع للزينة زهرته بيضاء أو وردية أو فيرفيرية أو متضاعفة، تشبه الختمية (باللاتينية: Althaea).